# Gregorio Fernández Díez
Gregorio Fernández Díez ( Quintanamanvirgo, 8 de mayo de 1891-Barcelona, 3 de octubre de 1954) fue un economista castellano. 

## Biografía
Hijo de un médico rural, desde temprana edad residió en Barcelona. 
En julio de 1910, con 19 años, Gregorio Fernández Díez obtuvo el grado de profesor mercantil en la Escuela Superior de Comercio con la nota de sobresaliente. Unos meses más tarde, el 25 de febrero de 1911, era aspirante de primera clase a Oficial de la Administración de Contribuciones de Barcelona como interino.
En 1912, Gregorio Fernández Díez, con 21 años, figuraba como socio de la Juventud Republicano-Reformista.
A inicios de 1916, Fernández Díez tomó posesión de su empleo en la Intervención de Hacienda ilerdense, desde donde celebró la elección del regionalista Antonio Zumárraga Díez como diputado por Burgos con un artículo de título elocuente en La Voz de Castilla: ¡Zumárraga, sí!. Muy pronto, con 27 años, Fernández Díez ya disertó sobre castellanismo y los problemas de Castilla, como muestra un artículo de 1918 aparecido en el periódico burgalés La Voz de Castilla a propósito de una conferencia pronunciada el viernes 30 de agosto de 1918 en el Círculo Regionalista de Burgos.
Cinco años más tarde, en 1921, Gregorio Fernández Díez fue elegido miembro de la Junta Directiva de la Sociedad de Estudios Económicos de Barcelona como secretario de la Sección de Política Económica. Dirigió y editó la revista Barcelona financiera: revista comercial a partir del 5 de junio de 1925.
Fue miembro del Centro Cultural de los Ejércitos de Barcelona en su juventud. Fue crítico con la dictadura de Primo de Rivera (1923-1930) y celebró la llegada de la II República. Después de muchos años de residencia en Cataluña, retornó durante algún tiempo a Castilla, estableciéndose en la ciudad de Burgos.
Estuvo a favor de la Mancomunidad Castellana, en 1926, y de la animación del castellanismo. Su obra El Valor de Castilla quizá deba ser considerada como la primera inequívocamente nacionalista castellana, pues en ella el autor afirmaba "[Castilla] fue nación y que podría volverlo a ser, aun contra su voluntad" (El Valor de Castilla (1926)). Años después, en 1932, Gregorio Fernández Díez volvió a pronunciarse en semejantes términos: "Castilla, esta antigua y gloriosa "exnación" que tendrá que volver a ser la "nación castellana"". Respecto al independentismo catalán afirmó que "Si un día cualquiera, pues, Cataluña quiere ir más allá, ha de poder hacerlo tranquilamente (...) tu libertad política requiere mi libertad aduanera, Castilla no ha dicho nada; pero lo habrá pensado".
Durante la II República, fue, sin éxito, candidato por el Partido Republicano Castellanista y secretario del Ateneo Popular de Burgos. En marzo de 1931, Fernández Díez pronunciaba en el Teatro Principal de Burgos la conferencia, organizada por el Ateneo Popular de Burgos, "Castilla ante la libertad y la libertad de Castilla" (22 de marzo de 1931). En esta conferencia se pronunció a favor de la autonomía para todos o para nadie, a favor de un trato igualitario para las regiones Propugnaba un castellanismo no fragmentario: una Castilla fuerte económicamente para consolidar una España desprendida de los tópicos -en el área económica- sobre Castilla. En el ya citado El Valor de Castilla se manifestaba a favor de explotar los recursos in situ para evitar la emigración de los castellanos.
En julio de 1933, desde la revista burgalesa Castilla industrial y agrícola, ya previno contra los trasvases desde las cuencas hidrográficas del Tajo y Guadiana a los ríos de la vertiente mediterránea: "Le preocupan [a Indalecio Prieto] los puertos de Vasconia o los riegos de Levante, con aguas de Castilla, con aguas que se intenta transvasar del Tajo al Turia y del Guadiana al Segura, aunque sea condenando a tierras manchegas, castellanas al fin, a la sed de la muerte". Fue, en 1936, presidente y cofundador de la Asociación de Escritores Regionalistas Castellanos.
Fue profesor mercantil, secretario del Colegio de profesores mercantiles de Barcelona y publicista. Hizo carrera en la función pública, opositó a Inspector de Hacienda y fue liquidador de Utilidades y Rentas Públicas. Fue destinado entre otros a los siguientes destinos: Lérida, Zaragoza, Burgos y Bilbao. Finalizada la guerra civil española, se trasladó definitivamente a la ciudad de Barcelona.
Colaborador de las revistas y diarios El Adelanto de Salamanca, El Avisador numantino (Soria), Barcelona financiera: revista comercial (Barcelona), Castilla industrial y agrícola (Burgos), Diario de Burgos (Burgos), Heraldo de Zamora (Zamora), Información (Bilbao), Información comercial española (Madrid), Economía española (Madrid), Ferrocarriles y tranvías (Madrid), El Financiero (Madrid), Ilustración financiera (Madrid), La Voz de Soria (Soria), Revista Nacional de Economía (Madrid), Riqueza y tributación (Barcelona) y La Victoria (Béjar). 
Su impronta castellanista se deja notar también en sus publicaciones tras la guerra: temas de auge industrial de la España interior, de corrección demográfica centro-periferia, de diseminación industrial, de explotación de los recursos in situ, etc. En 1950, después de solicitar que el régimen se volcase en la industrialización de las regiones menos desarrolladas, advirtió que la política industrial y económica de la dictadura podía no servir a la unidad política (encaje territorial en el Estado): "porque si la unidad política conduce a la unidad económica, la unidad económica consolida la unidad política eficazmente". Seguía con la tesis que ya planteó a Ortega y Gasset en la década de 1920 en una dedicatoria del libro El Valor de Castilla: "Para el maestro-filósofo don José Ortega y Gasset, con el propósito que la lectura de estas páginas le induzca a investigar mi tesis: los problemas nacionalistas de Cataluña y Vasconia son producto de su potencia económica, y, por tanto, a los problemas económicos no hace falta buscarles soluciones políticas. Castilla es la clave del abanico peninsular".
Uno de sus escritos de postguerra -una osada carta al alcalde de Madrid en 1943 - le supuso, en 1949, una condena por desacato por parte de la Audiencia Provincial de Madrid, que fue recurrida al Tribunal Supremo en 1951. Finalizaba la carta diciendo:"Somos paisanos, y no sé que jamás haya hecho usted nada ni por Briviesca, ni por Burgos, y debí figurarme que su interés por Madrid no sería mayor. No es lo mismo servir a Madrid que servirse de Madrid. En fin pobre gran villa. Con un alcalde burgalés(...)".
Su pensamiento político estuvo influenciado por el de Julio Senador Gómez.
En el momento de su fallecimiento, acaecido el 3 de octubre de 1954, Gregorio Fernández Díez era jefe Superior de Administración Civil de Hacienda y liquidador de Utilidades.
Estaba casado desde 1920 con Soledad López Garralda (1896-1990), con la que tuvo a María Victoria, María Montserrat y Fermín Augusto.

## Documentos
- Carta de Gregorio Fernández Díez al Alcalde de Madrid (1943)

Esta carta le supuso una condena penal por desacato grave.

## Obras
Es autor de obras como:
- Consideraciones sobre la reconstrucción económica nacional (1918)
- "Orientaciones regionalistas: el Estado y la inacción privada", en La voz de Castilla, diario independiente de la mañana, 10 de noviembre de 1918
- "Automóviles y ferrocarriles", en El Financiero, 8 de febrero de 1924, pp. 236-237
- "Muchos puertos y poco tráfico", en Ilustración financiera, n.º 719, 16 de julio de 1924
- "Madrid, población industrial", en El Financiero, 1924
- "Los riegos de Castilla", en El Financiero, n.º 1202 (1924)
- Castilla en marcha: conferencia pronunciada en la Casa de León y Castilla en Barcelona el 17 de diciembre de 1925 (1925).[27] Inédita
- "La paradoja de Castilla", en La Vanguardia, 30 de enero de 1926, p. 17.
- La posibilidad de Castilla: [conferencia pronunciada en la Casa de León y Castilla en Barcelona el 6 de junio de 1926] (1926). Inédita
- El Valor de Castilla (estudio económico y semipolítico). Ávila: Tip. de Senén Martín Díaz, 1926 (Reprint Burgos: Instituto Municipal de Cultura, 2000)
- La Crisis de la economía nacional: orientaciones para su solución. Barcelona: Sociedad de Estudios Económicos, 1926
- La Orientación nacionalista de la economía. Barcelona: Sociedad de Estudios Económicos, 1927
- "La Economía castellana ante la Dictadura", en Revista Nacional de Economía, n.º 89 (enero-febrero de 1930), p. 121-126.
- "El castellanismo de Unamuno", Heraldo de Zamora, 10 de abril de 1930, p. 4.
- "Aspectos castellanos: el gran acto de Palencia", Heraldo de Zamora, 28 de abril de 1930, p. 3.
- "Ateneo Popular, una conferencia", en Diario de Burgos, 23 de marzo de 1931, p. 2.
- "Cooperativismo y Asociación". Norte de Castilla, 1931, p. 4-8.
- "La desorientación agraria de Castilla", El Duero y su cuenca revista de la Mancomunidad Hidrográfica del Duero, 1932
- "Por Castilla y para Castilla", El Norte de Castilla, 1 de abril de 1932.
- "El problema regionalista: la universalidad de Castilla", El Avisador numantino, 11 de junio de 1932, p. 1.
- "Acción castellanista: nuestra autonomía regional", 1 de octubre de 1932, p. 1.
- "Aspectos castellanos: equilibrio económico", en Castilla industrial y agrícola, n.º 1 (1933), p. 14-15
- "Aspectos regionales: los Saltos del Ebro burgalés", en Castilla industrial y agrícola, n.º 6 (1933)
- "Santander, balcón de Castilla", en Castilla industrial y agrícola, n.º 8 (1933)
- "Desorientación agraria regional", 1933
- "Hacia el IV Congreso de Economía Nacional", en Economía española (Unión Nacional Económica), n.º 25 (enero de 1935)
- "Zonas francas en el interior de España", en Economía española (Unión Nacional Económica), n.º 31 (julio de 1935)
- "Intensificación de nuestro comercio con la América Española", en Información, n.º 621 (1940), p. 4-23
- "Explotación de la agricultura por sociedades anónimas", en Información (Bilbao), Año 27, no. 622 (1940), p. 478-81
- "Una Explotación agrícola modelo: consideraciones que sugiere", en Información, XXVII, no. 613 (1940), p. 127
- "Ferrocarriles y puertos", en Economista, n.º 2745 (1942), p. 641-643
- "El Progreso industrial de Madrid y su futura Feria de Muestras", en Economista. n.º 1795 (1943), p. 655-659
- "Aspectos geopolíticos: el Problema demográfico nacional", en Economía mundial, n.º 174 (1944), p. 515-516.
- "Sociedades agroindustriales o rústicomobiliarias" (1947)
- "Nuestro problema eléctrico", en Riqueza y tributación, n.º 377 (1948), p. 1-2, 15
- "La diseminación industrial, factor de la reconstrucción nacional", en Información comercial española, n.º 174 (febrero de 1948)
- "La estrategia de Burgos",  en Diario de Burgos, 5 de junio de 1948, p. 1 y 4.
- "Modulo locacional de industrias", en Información comercial española, n.º 178 (julio de 1948)
- "Demografía geopolítica-económica", en Información comercial española, n.º 180 (agosto de 1948)
- "Corrección demográfico-industrial nacional", en Información comercial española, n.º 183 (noviembre de 1948)
- "El Ferrocarril directo Madrid-Burgos"(1949).
- "La industria, la agricultura y el equilibrio industrial", en Información comercial española, n.º 196 (diciembre de 1949)
- "Auge industrial de la España interior", en Información comercial española, n.º 185 (1949), págs. 2-4.
- "El Estado y la industrialización de los países pobres", en Información comercial española, n.º 203(julio de 1950), p. 1016-1018.
- "Problemas geoeconómicos nacionales", en Información comercial española, n.º 209(enero de 1951)
- "Expansión y traslación de cultivos", en RTrib, n.º 499 (julio de 1951)
- "Necesidad de grandes Sociedades industriales de tipo nacional", en Información comercial española, n.º 215 (julio de 1951)
- "Explotación "in situ" de las materias primas", en Información comercial española, n.º 220 (diciembre de 1951)
- "Economía: protección a las áreas deprimidas", 1953
- "Estructuración básica económica nacional", en Información comercial española, n.º 237 (mayo de 1953)
- "Capacidad tributaria de Madrid", en Industria, n.º 134 (diciembre de 1953)
- "Valor geoeconómico de los empalmes ferroviarios", en Ferrocarriles y tranvías, Vol. 21, núm. 234 (1954).
- "Economía y finanzas Renfe" en Ferrocarriles y tranvías, Vol. 21 (1954).
- "Economía y finanzas Renfe", en Ferrocarriles y tranvías, Vol. 27, núm. 316 (7 jun. 1962).